# Leptotarsus (Leptotarsus) annulipes
Leptotarsus (Leptotarsus) annulipes is een tweevleugelige uit de familie langpootmuggen (Tipulidae). De soort komt voor in het Neotropisch gebied.